# Доксициклин
Доксициклинът е антибиотик от групата на тетрациклините, получен синтетично от окситетрациклина.

## Описание
Лекарственият препарат потиска синтеза на белтъчини в бактериалната клетка. Прониква в по-голямата част от тъканите и течностите на организма. От 20 до 60% се изхвърлят от храносмилателната, 35 – 60% – от отделителната система. При здрав човек за 72 часа бъбреците изхвърлят 40% от доксициклина. При инжектиране е възможно да се получи кумулация като страничен ефект.
Ефективен е срещу стрептококи, стафилококи, Neisseria gonorrhoeae, Escherichia coli, микоплазми и много други. В комбинация с друг хинин се използва за лечение на малария.